# ベルンハルト・ギュラー
ベルンハルト・ギュラー（Bernhard Gueller、1950年 - ）は、ドイツの指揮者。

## 経歴
1976年シュトゥットガルト放送交響楽団にチェロ奏者として入団する。1979年全ドイツ放送協会主催による指揮者コンクール第1位入賞後、指揮活動を始める。1981年セルジュ・チェリビダッケの代役でシュトゥットガルト放送交響楽団のドイツ演奏旅行を成功させる。2002年から2018年までノバスコシア交響楽団の音楽監督を務める。2005年から2009年までニュルンベルク交響楽団の首席指揮者、ケープタウン・フィルハーモニー管弦楽団首席客演指揮者を歴任。